# Ronde Barber

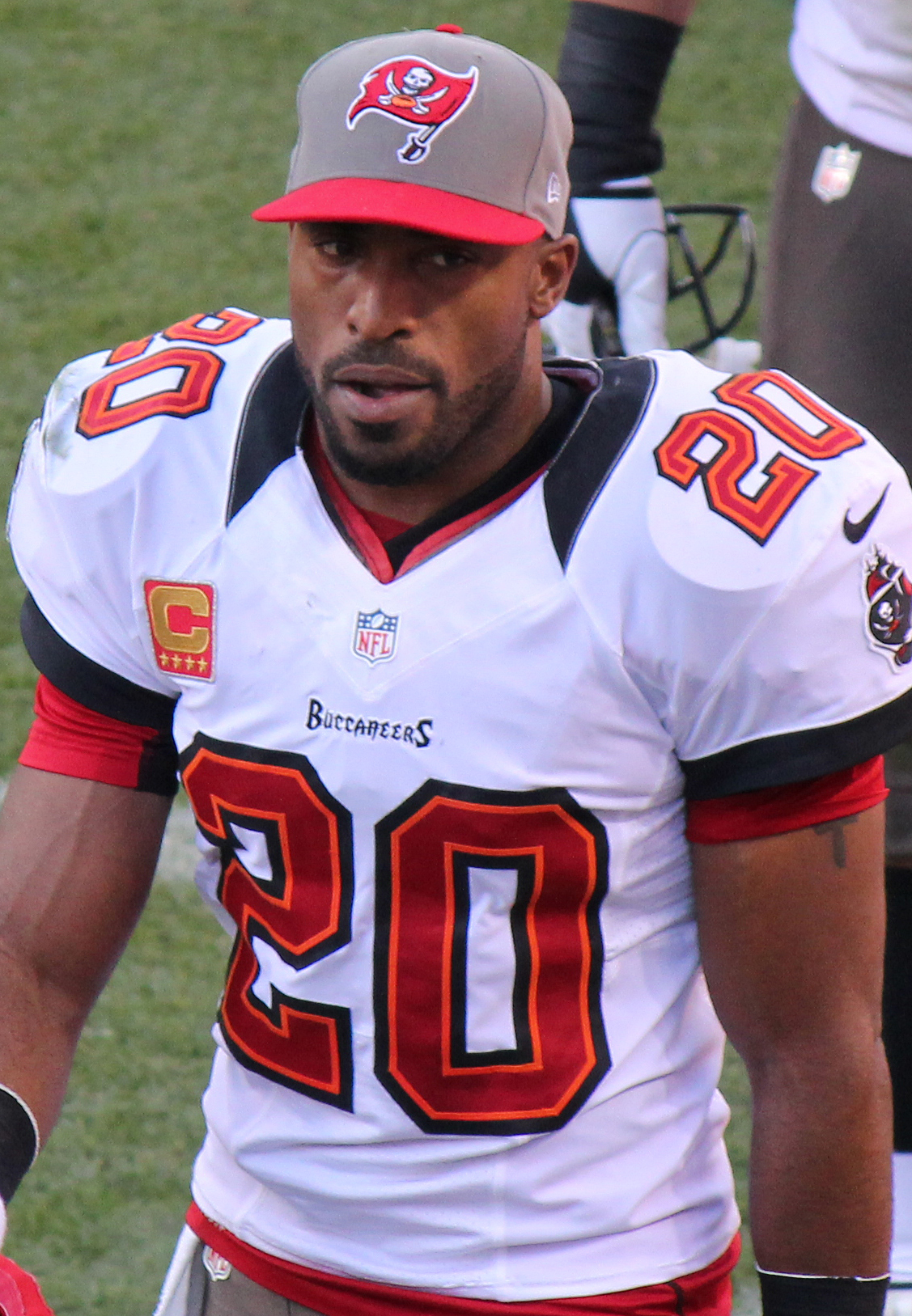
Ronde Barber, 2012.

 Ronde Barber , född 7 april 1975 i Roanoke, Virginia, är en professionell amerikansk fotbollsspelare som spelar cornerback i Tampa Bay Buccaneers. Ronde är tvilling med New York Giants före detta running back Tiki Barber.
Den 11 december 2005 i en match mot Carolina Panthers blev han den första cornerbacken i NFL:s historia att ha minst 20 interceptions och 20 sacks, han blev den nionde medlemmen i 20/20 gruppen dvs 20 interceptions och 20 sacks.

## High school
Ronde spelade för Cave Spring High School i Roanoke, Virginia. Han var exceptionellt bra på amerikansk fotboll, Wrestling och 100 meter löpdistans. Barber vann den nationella titeln på 55 meter som senior på High school. Både Ronde och Tiki Barber gick ut som topp 50-spelare från High school och fick ett akademiskt stipendium till skolan Virginia.

## NFL
Ronde blev vald i tredje omgången år 1997 NFL Draft av Tampa Bay Buccaneers. Under sitt första år som en buccaneer fick Ronde lite speltid, mest på Kickoff och Kickoff return. Under sitt andra år fick han en startposition och hade 81 tacklingar, 3 sacks och 2 interceptions. 25 november 2007 tog Barber rekordet från Donnie Abraham för mest interceptions i Buccaneers historia genom sin 32 interception mot Washington Redskins. 
Ronde har spelat i pro bowl 4 gånger.